# 젊은 처제
"젊은 처제"는 2015년에 개봉한 대한민국의 영화이다.

## 캐스팅
- 곽한구 : 준석 역
- 고원 : 수연 역
- 이토 베니 : 노리꼬 역